# Toxorhina basiseta
Toxorhina basiseta är en tvåvingeart som beskrevs av Alexander 1978. Toxorhina basiseta ingår i släktet Toxorhina och familjen småharkrankar.
Artens utbredningsområde är Fiji. Inga underarter finns listade i Catalogue of Life.